# Karl Pentzin
Karl Pentzin, född 19 juli 1849 i Uleåborg, död där 16 juli 1929, var en finländsk affärsidkare och donator.
Pentzin hade omfattande intressen inom trävaruindustrin i Uleåborg-Kemiregionen och stod bland annat i ledningen för Ab Uleå Oy. Tillsammans med sin maka Elin Pentzin (1854–1945) gjorde han stora donationer till välgörande ändamål. 1919 skänkte de medel till Svenska litteratursällskapet för att trygga undervisningen i fortsättningsklasserna i dåvarande Svenska mellanskolan i Uleåborg. Året efter Pentzins död gjorde makan en omfattande donation till Svenska kulturfonden; avkastningen används främst till att stödja de svenskspråkiga kultursträvandena i Uleåborg.